# Silkeborg IF Cykling
Silkeborg IF Cykling, SIF Cykling (в переводе с дат. — « Спортивная ассоциация Силькеборга Велоспорт») — датский любительский велосипедный клуб, расположенный в городе Силькеборг.

## История клуба
Silkeborg IF Cykling был основан в 2001 году после закрытия старого клуба Silkeborg Cykelring.
В 2004 году клуб создал элитную команду Team Designa Køkken, которая выиграла Тур Дании в 2008 году. Клуб в основном специализируется на маунтинбайке и шоссейных гонках.
В SIF Cykling выросло множество талантов, в том числе Ларс Бак, Аллан Йохансен, Якоб Фульсанг, Троэльс Винтер, Рикки Йёргенсен и Дорте Лохсе.
В сезоне 2008 года в составе SIF Cykling было несколько гонщиков национальной сборной как среди мальчиков, так и среди девочек, U17 и U15 соответственно.
Летом 2008 года SIF Cykling взяла на себя управление отделением велоспорта в спортивном колледже Силькеборга, где в сотрудничестве с STX и HHX в Силькеборге предлагает молодым талантам со всей страны тренировки на профессиональном уровне в сочетании с обучением в школе. Рикки Энё Йёргенсен, среди прочих, был студентом спортивного колледжа Силькеборга.

## Сезон 2008 года
В сезоне 2008 года SIF Cykling выиграл не менее 70 шоссейных гонок в Дании, что также привело к победе клуба в статистике DCU, с 1267 очками, что на 100 очков больше, чем у велоклуба Хернинга, который занял 2-е место. Велоклуб Орхуса занял третье место с 744 очками. Однако в статистику не вошли 354 очка и 13 побед, которые принесла элитная команда клуба Team Designa Køkken. За рубежом клуб также провел достойный сезон, в котором, помимо прочего, тогдашняя команда U17 участвовала в гонках в Германии и Бельгии и привезла домой победы.